# Ден Дж. Марлоу
Ден Дж. Марлоу (англ. Dan J. Marlowe) — американський письменник детективного жанру. У 1960-х і 1970-х роках Марлоу був королем романів у м'якій палітурці, у книгах серії «Золотої медалі Фосетта». Кілька його творів, як-от «Ім'ям гри є смерть», «Одна нескінчена година» і «Людина-помста», є класикою форми.
Його порівнюють з іншим майстром, який працював у тому ж жанрі, Джимом Томпсоном. Однак, на відміну від Томпсона, творчості якого та життю віддавали належне режисери та біографи, Марлоу залишався культовим фаворитом андеграунду — його відзначали шанувальники піджанру «круто звареного детектива» (англ. hardboiled detective), але він був маловідомий широкому загалу читачів.
І навіть ті, хто любить його прозу, мало знають про цього автора. Дехто з читачів знав, що Марлоу подружився з грабіжником банку Елом Нуссбаумом, допоміг йому навчитися писати, поки Нуссбаум був у в'язниці, працював над тим, щоб добитися його умовно-дострокового звільнення, і співпрацював із ним над низкою оповідань. Але більшість згадок про Марлоу в книгах, журналах і в Інтернеті мізерні, а деякі містять неточності. Рік його смерті, 1986, іноді вказується як 1985 або 1987. Принаймні в одному джерелі говориться, що він використав досвід Нуссбаума у кримінальній справі, коли написав книгу «Ім'я гри — смерть», хоча він не зустрічався з Нуссбаумом до публікації цієї книги. Інші джерела кажуть, що після того, як Марлоу переніс інсульт наприкінці життя, Нуссбаум піклувався про нього, поки Марлоу не помер.
Марлоу залишається загадкою для багатьох читачів. Це було підкреслено в 1999 році кореспондентом Rara-Avis, веб-сайту, присвяченого вивченню художньої літератури у стилі нуар. «Хтось знає, що сталося з Деном Дж. Марлоу?» — написав кореспондент. «Я, здається, пригадую, що в якийсь момент він втратив пам'ять, перестав писати, а коли читав власні романи, не міг їх згадати, але думав, що вони непогані».

## Біографія
Марлоу рано втратив матір і виховувався двома тітками. Відвідував парафіяльну школу Св. Чарльза у Вуберні, штат Массачусетс, і середню школу Булклі в Нью-Лондоні, штат Коннектикут, а потім отримав бухгалтерський сертифікат від Школи бухгалтерського обліку та фінансів Бентлі в Бостоні в 1934 році. Протягом певного періоду (ймовірно, наприкінці 1930-х і на початку 1940-х років) Марлоу провів сім років як професійний гравець, роблячи ставки на коней і граючи в покер. Принаймні так він сказав на телевізійному ток-шоу в Лос-Анджелесі незадовго до своєї смерті. Як саме він поєднував свої азартні ігри з будь-якою роботою або роботами, які він мав на той час, він не пояснив у ток-шоу. Сказав, що під час свого професійного азартного періоду «(я) зустрічався з багатьма різними людьми і мав багато досвіду, який став зерном для письменницького млина».
До 1941 року він був помічником менеджера двох заміських клубів у Коннектикуті, але втратив роботу, коли поява нормування газу під час Другої світової війни серйозно зашкодила бізнесу в клубах. Протягом наступних чотирьох років він працював за погодинну оплату нічним хронометристом у United Aircraft Corp. у Стратфорді, штат Коннектикут, пішов після сварки з нічним наглядачем.
Марлоу почав писати досить пізно, у 1957 році, після смерті його дружини роком раніше від геморагічного панкреатиту. Її смерть шокувала Марлоу. Він вийшов зі свого дому в передмісті Вашингтона і більше не повернувся. До цього часу він ніколи не пив, але з часом почав активно потурати. Марлоу було цікаво заробляти на життя письменницькою діяльністю, поки його дружина була ще жива. Після смерті дружини (принаймні так він сказав одній людині) він переїхав до Нью-Йорка, щоб керувати офісом імпортера ювелірних виробів і в квітні 1957 року почав свій перший детективний роман. Його робота покращилася завдяки навчанню, яке він отримав у групі вечірньої майстерні романів Нью-Йоркського університету, і в лютому 1958 року він став письменником на повний робочий день. Він спочатку публікував різні оповідання в журналах під своїм іменем або під псевдонімом Гайме Сандавал. Через десять місяців він продав свої перші два романи. У першому роман «Двері до смерті» Марлоу створив персонажа Джонні Кіллайна, приватного детектива з Нью-Йорка, який з'являється загалом у п'яти романах.
У присвяті роману Стівена Кінга «Дитина Колорадо», опублікованого видавництвом «Hard Case Crime», написано: "Із захопленням ДЕНУ Дж. МАРЛОУ, автору книги «Ім'я гри — смерть: найважча з твердих».
Марлоу — бізнесмен і міський чиновник, який також, за його власними словами, був професійним гравцем. Ротаріанець, у романах якого часто фігурували соціопатичні особистості. Неспортивний уболівальник, який писав переконливо з точки зору хі-мена (he-man). Любитель кросвордів, алкоголік, любитель театру, який не любив кіно, стриманий і нетрадиційно привабливий чоловік, який все ж таки встиг побути бабієм. І, наприкінці життя, амнезія, хоча дехто сумнівався у правдивості цього стану.

## Твори

### Серія Джонні Кілліана
- Doorway to Death (Двері до смерті) (1959)
- Killer with a Key (Вбивця з ключем) (1959)
- Doom Service (Доля послуговує) (1960)
- The Fatal Frails (Фатальна кволість) (1960)
- Shake a Crooked Town (Потрясіть криве місто) (1961)

### Серія Дрейка
- The Name of the Game is Death (Назва гри — смерть) (1962)
- One Endless Hour (Одна нескінченна година) (1962)
- Operation Fireball (Операція «Вогняна куля») (1969)
- Operation Flashpoint (Операція «Точка спалаху») (1970)
- Operation Overkill (Операція «Перебір») (1970)
- Operation Breakthrough (Операція «Прорив») (1971)
- Operation Checkmate (Операція «Шах і мат») (1972)
- Operation Drumfire (Операція «Барабанний вогонь») (1972)
- Operation Stranglehold (Операція «Душитель») (1973)
- Operation Whiplash (Операція «Гнучкий батіг») (1973)
- Operation Hammerlock (Операція «Замковий молот») (1974)
- Operation Deathmaker (Операція «Творець смерті») (1975)
- Operation Counterpunch (Операція «Зустрічний удар») (1976)

### Інші твори
- Backfire (Зворотний вогонь) (1961)
- Strongarm (Сильна рука) (1963)
- Never Live Twice (Ніколи не живи двічі) (1964)
- Death Deep Down (Смерть глибоко внизу) (1965)
- Four for the Money (Чотири за гроші) (1966)
- The Vengeance Man (Людина помсти) (1966)
- The Raven Is a Blood Red Bird (Ворон є кривавим червоним птахом) (1967)
- Route of the Red Gold (Маршрут червоного золота) (1967)

#### Як Гер Вілсон
- Guerilla Games (Партизанські ігри) (1982)